# Open deur
Een open deur is een waarheid die zo evident is, dat zij eigenlijk niet hoeft te worden verwoord.
- "Als je wilt winnen, moet je meer doelpunten maken dan je tegenstander."

De uitdrukking open deur is een verkorte vorm van het gezegde: Een open deur intrappen (of: inlopen). Letterlijk betekent dit: moeite doen om een deur te openen die al open is; bij uitbreiding figuurlijk: overbodige moeite doen. Dit wordt dan weer toegespitst op iemands taalgebruik; hij zegt iets dat zo voor de hand ligt, dat hij zich de moeite had kunnen besparen.
De open deur kan echter ook gebruikt worden om aandacht te trekken en alledaagsheden aan een onderzoek te onderwerpen. Johan Cruijff, aan wie bovenstaande stelling over de doelpunten wordt toegeschreven, maakte bezwaar tegen al te verdedigend voetbal: wie enkel verdedigt kan nauwelijks doelpunten maken, zodat een defensieve of bangelijke opstelling beperkte of negatieve waarde heeft voor een topclub. 